# Vladimir (Agibalov)
Vladimir (světským jménem: Vladimir Viktorovič Agibalov; * 17. dubna 1966, Tomsk) je ruský duchovní Ruské pravoslavné církve a biskup novokuzněcký a taštagolský.

## Život
Narodil se 17. dubna 1966 v Tomsku.
Roku 1983 dokončil střední školu č. 84 v Kemerovu. Stejného roku nastoupil na fakultu historie Kemerovského státního institutu. Roku 1984 byl povolán do vojenské služby. Sloužil ve městě Oral v Kazašské sovětské socialistické republice. Po návratu pokračoval ve studiu, které dokončil roku 1990 s diplomem učitele historie a společenských věd.
V letech 1990–1991 pracoval jako starší inženýr sociologické laboratoře Kemerovského technologického institutu potravinářského průmyslu.
Dne 8. srpna 1992 byl biskupem krasnojarským a jenisejským Antonijem (Čeremisovem) rukopoložen na diákona a 13. července 1994 biskupem Sofronijem (Buďkem) na jereje a byl ustanoven duchovním a ključarem (zástupce představeného chrámu) katedrálního chrámu Ikony Matky Boží Znamení v Kemerovu.
Roku 1995 začal dálkově studovat na Pravoslavném teologickém institutu svatého Tichona.
Roku 2000 byl povýšen na protojereje.
Dne 25. července 2014 jej Svatý synod zvolil biskupem novokuzněckým a taštagolským.
Dne 27. července 2014 byl v Pantelejmonovském monastýru ve vesnici Bezrukovo představeným monastýru igumenem Pimenem (Saprykinem) postřižen na monacha se jménem Vladimir na počest svatého mučedníka Vladimira (Bogojavlenského), metropolity kyjevského a haličského. O den později byl v katedrálním chrámu v Kemerovu metropolitou kemerovským a prokopěvským Aristarchem (Smirnovem) povýšen na archimandritu.
Dne 15. srpna 2014 byl v chrámu Všech svatých monastýru Danilov oficiálně jmenován biskupem a 1. září proběhla v Donském monastýru jeho biskupská chirotonie. Světiteli byli patriarcha moskevský Kirill, metropolita petrohradský a ladožský Varsonofij (Sudakov), metropolita kemerovský a prokopěvský Aristarch (Smirnov), metropolita stavropolský a něvinnomysský Kirill (Pokrovskij), arcibiskup sergijevo-posadský Feognost (Guzikov), biskup solněčnogorský Sergij (Čašin) a biskup mariinský a jurginský Innokentij (Větrov).